# Иванов, Виктор Леонидович
Виктор Леонидович Иванов (род. 4 октября 1941) — советский и российский военный дирижёр, педагог, народный артист России (1993).

## Биография
Виктор Леонидович Иванов родился 6 октября 1941 года. Окончил факультет военных дирижёров Московской консерватории.
В 1972—1996 годах — начальник и главный дирижёр Кремлёвского оркестра комендатуры Московского Кремля (с 1993 года Президентский оркестр России). Под его руководством было сделано много записей для радио и телевидения.
В 1996—2007 годах был дирижёром Симфонического оркестра Российского государственного музыкального телерадиоцентра.
С 2007 года преподает на кафедре оркестрового дирижирования Московского государственного университета культуры и искусств, профессор.
С 2009 года преподавал в Российской академии музыки имени Гнесиных, профессор.

## Награды и премии
- Заслуженный деятель искусств РСФСР (23.02.1978)[3].
- Народный артист России (27.07.1993)[4].